# Campanula bertolae
Campanula bertolae är en klockväxtart som beskrevs av Luigi Aloysius Colla. Campanula bertolae ingår i släktet blåklockor, och familjen klockväxter. Inga underarter finns listade i Catalogue of Life.